# Weißbier im Blut
Weißbier im Blut ist ein deutscher Spielfilm von Jörg Graser aus dem Jahr 2021 mit Sigi Zimmerschied, Brigitte Hobmeier, Luise Kinseher und Johannes Herrschmann. Regisseur Jörg Graser verfilmte damit seine eigene Buchvorlage und zeichnete auch für das Drehbuch verantwortlich. Der deutsche Kinostart der Krimikomödie war am 27. Mai 2021.

## Handlung
Kreuzeder war einst ein erfolgreicher Kommissar, inzwischen klärt er kaum noch einen Fall auf. Nach über 20 Jahren im Dienst will er nur mehr möglichst schnell in Pension und den Alltag im Morddezernat Niederbayern hinter sich lassen. Kreuzeder ist der Meinung, dass es mit der Menschheit ohnehin zu Ende geht, daher betrinkt er sich lieber im Wirtshaus und flirtet dort mit der Kellnerin Gerda Bichler, anstatt seiner Arbeit nachzugehen.
Als am abgelegenen und hoch verschuldeten Bauernhof der Holzners eine nicht zu identifizierende Leiche unter dem Mähdrescher gefunden wird, übernimmt Kreuzeder den Fall zunächst nur sehr widerwillig. Nachdem zwei Leichen später Kreuzeders Vorgesetzter Kriminaloberrat Becker den Fall an den jungen Kollegen Klotz überträgt, während Polizeipsychologin Frau Dr. März Kreuzeder auf seine Berufstauglichkeit überprüfen soll, wird er vom Ehrgeiz gepackt, er möchte den Fall unbedingt aufklären.

## Produktion und Hintergrund
Die Dreharbeiten fanden – mit einer coronabedingt zweimonatigen Pause – an 22 Drehtagen im Zeitraum 3. März bis 19. Juni 2020 statt, gedreht wurde in Passau und im Bayerischen Wald. Drehorte waren unter anderem das Gasthaus Zum Amthof in Kirchberg im Wald sowie Frauenau und ein Hof in Falkenberg im Rottal.
Unterstützt wurde der Film vom FilmFernsehFonds Bayern und dem Deutschen Filmförderfonds, den Verleih übernahm die Tobis Film GmbH.
Die Kamera führte Michael Wiesweg. Für den Ton zeichnete Eckhard Kuchenbecker verantwortlich, für das Kostümbild Birgitt Kilian, für das Szenenbild Benjamin Scholl und für die Maske Germaine Mouth, Stefan Niehues und Kirsten Rottner.
Für die Filmmusik verantwortlich war der Musiker Christoph Well. Er konnte die in der Buchvorlage vorkommende Referenzierung auf den Kanon in D von Pachelbel adäquat in der Verfilmung umsetzen.
Im Mai 2022 wurde der Film auf Sky veröffentlicht. Die Free-TV-Premiere war am 11. März 2023 auf ServusTV. In der ARD Mediathek wurde der Film am 14. April 2023 veröffentlicht und am Folgetag im BR erstmals ausgestrahlt.

## Rezeption
Raimund Meisenberger bezeichnete den Film in der Passauer Neuen Presse als „beste, bitterste Satire, verkleidet als Krimi“. Der Film besteche durch demonstrative Langsamkeit und Mut zur Hässlichkeit. Für Sigi Zimmerschied als in bayerischen Krimis omnipräsenten Ermittler sei dies sein Meisterstück, hier würde die Polizisten-Karikatur zum Menschen. Kreuzeder wirke keinen Funken kabarettistisch, die Satire entstünde vielmehr im Zusammenspiel mit den ihn begehrenden Frauenfiguren. Was dem Film seine besondere Würze gebe, seien die ihm zugrundeliegenden Fragen von Theologie und Moralphilosophie.
Dominik Petzold meinte in der Abendzeitung, dass die Dialoge zwar ähnlich krachledern wie in den Eberhoferkrimis seien, dieser Film aber rauer und ungleich tiefsinniger sei. Viele der lakonischen Dialoge seien hervorragend, beim mal derben, mal tiefschwarzen Wortwitz stimme das Timing. Während Eberhofer ein Gemütlicher ist, stecke hinter der Arbeitsscheu von Kreuzeder eine philosophisch-moralische Erkenntnis und dessen Zweifel am Schuldprinzip.
Oliver Armknecht vergab auf film-rezensionen.de fünf von zehn Punkten, der Film erinnere zwar an die bekannten bayerischen Krimikomödien, wenn ein unmotivierter Polizist einen Todesfall aufklären muss. Die Ausrichtung sei jedoch deutlich melancholischer. Das sei insgesamt solide, auch wenn der Tiefgang nicht so stark sei, wie man hier manchmal tue.